# 扁平足
扁平足（英語：Flat feet）為一種足部畸形。正常的脚底是自然的弓形，但扁平足脚底基本是平的，足弓不明顯，有双脚扁平和单脚扁平。
足和地的接觸面積大，缺乏足弓的缓冲，長時間走路會疼痛。早期在台灣，扁平足為非常受到注重的兒童問題，甚至可以申請免服兵役。扁平足對運動會造成一定的影響，但是對一般生活的影響並不大。有15~30%的世界人口有一定程度的扁平足，但是大部分都不需要治療，只有極少數需要開刀。

## 病因
扁平足的病因分先天性和后天性。

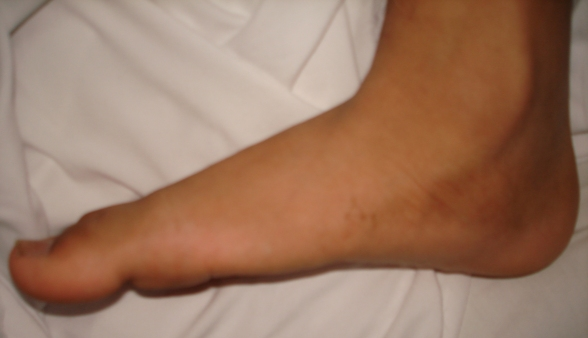
扁平足的腳。

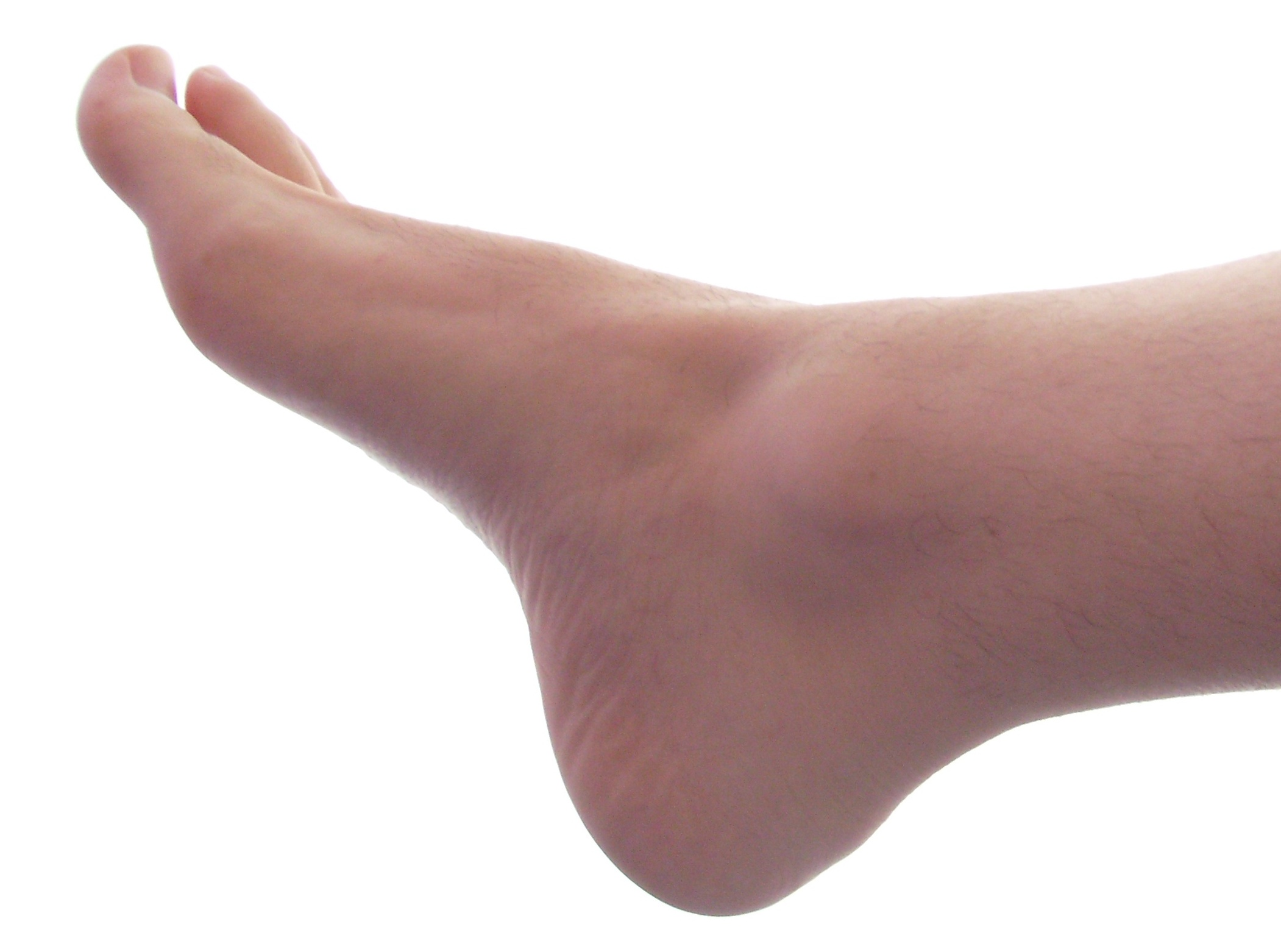
正常呈現弓形的腳。

- 先天性因素：足部骨骼（如跗骨與蹠骨）、韧带或肌肉发育异常。
- 后天性因素：婴儿走路过早，长期负重站立、长期卧床不起、鞋跟过高、足部疾病及及脊髓灰质炎所致肌力失衡。

## 预防及治疗
此病以预防为主。如果情况严重则采用非手术的一些康复治疗，如功能锻炼、穿矫形鞋。